# Saint-André-en-Vivarais
Saint-André-en-Vivarais – miejscowość i gmina we Francji, w regionie Owernia-Rodan-Alpy, w departamencie Ardèche.
Według danych na rok 1990 gminę zamieszkiwały 213 osoby, a gęstość zaludnienia wynosiła 10 osób/km² (wśród 2880 gmin regionu Rodan-Alpy Saint-André-en-Vivarais plasuje się na 1414. miejscu pod względem liczby ludności, natomiast pod względem powierzchni na miejscu 450.).

## Populacja

Populacja Saint-André-en-Vivarais w latach 1962-2008